# Internazionali di Francia 1954
Gli Internazionali di Francia 1954 (conosciuti oggi come Open di Francia o Roland Garros) sono stati la 53ª edizione degli Internazionali di Francia di tennis. Si sono svolti sui campi in terra rossa dello Stade Roland Garros di Parigi in Francia.
Il singolare maschile è stato vinto da Tony Trabert, che si è imposto su Arthur Larsen in tre set col punteggio di 6–4, 7–5, 6–1. Il singolare femminile è stato vinto da Maureen Connolly, che ha battuto in due set Ginette Bucaille. Nel doppio maschile si sono imposti Vic Seixas e Tony Trabert. Nel doppio femminile hanno trionfato Maureen Connolly Brinker e Nell Hall Hopman. Nel doppio misto la vittoria è andata a Maureen Connolly in coppia con Lew Hoad.

## Seniors

### Singolare maschile
Tony Trabert ha battuto in finale  Arthur Larsen con il punteggio di 6–4, 7–5, 6–1.

### Singolare femminile
Maureen Connolly ha battuto in finale  Ginette Bucaille con il punteggio di 6–4, 6–1.

### Doppio maschile
Vic Seixas /  Tony Trabert hanno battuto in finale  Lew Hoad /  Ken Rosewall con il punteggio di 6–4, 6–2, 6–1.

### Doppio Femminile
Maureen Connolly Brinker /  Nell Hall Hopman hanno battuto in finale  Maud Galtier /  Suzanne Schmitt con il punteggio di 7–5, 4–6, 6–0.

### Doppio Misto
Maureen Connolly /  Lew Hoad hanno battuto in finale  Jacqueline Patorni /  Rex Hartwig con il punteggio di 6–4, 6–3.